# Apodakos

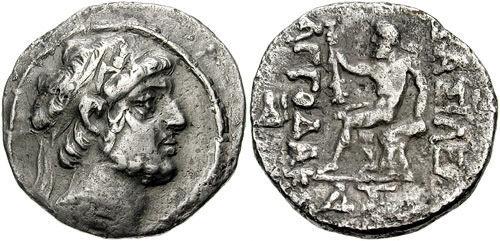
Münze des Apodakos

Apodakos war ein König der Charakene, bei dem es sich um einen Vasallenstaat der Parther handelte. Apodakos regierte von etwa 124 bis 104/103 v. Chr. und ist nur von seinen Silber- und Bronzemünzen bekannt.
Nach dem Tod des Hyspaosines soll seine Witwe Thalassia versucht haben, den gemeinsamen noch unmündigen Sohn auf den Thron zu setzen. Dieses Ereignis wird in keilschriftlichen Texten erwähnt, ohne dass der Name des Sohnes angeführt wird.
Aus den Jahren 110/109 bis 104/103 v. Chr. stammen nun die datierten Münzen des Apodakos, ob dieser mit dem in den Texten genannten Sohn identisch ist, ist unsicher, scheint jedoch gut möglich. Es ist nichts Weiteres zu seiner Person bekannt.